# Антониниан

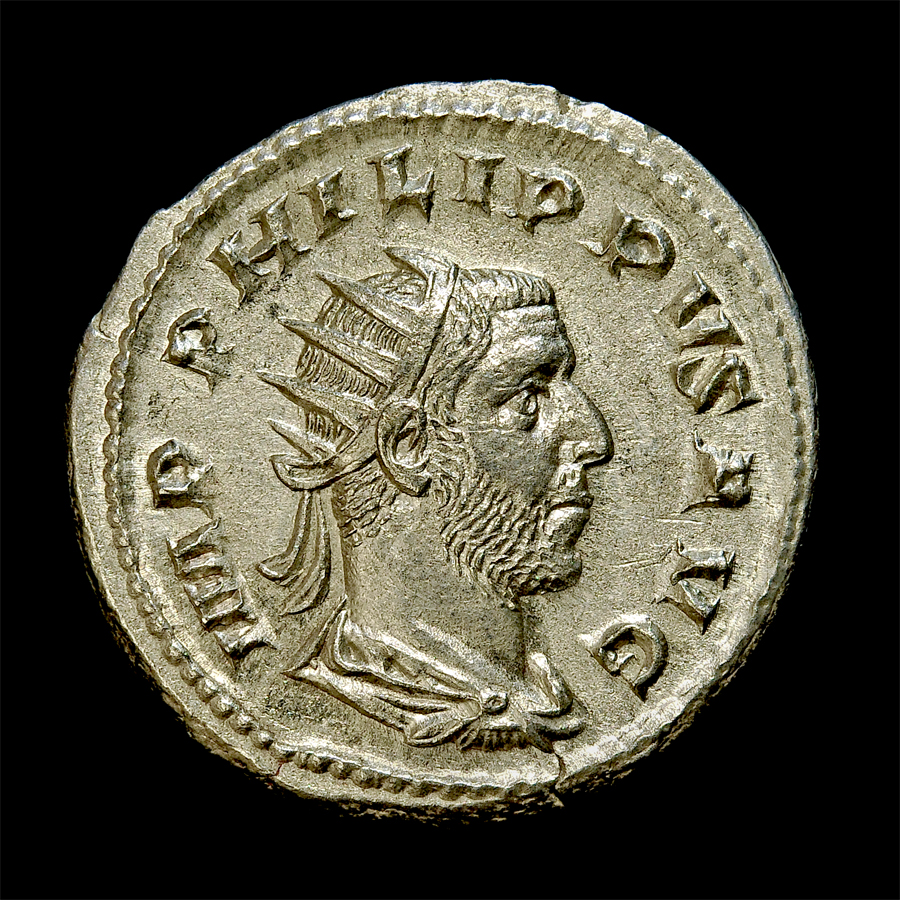
Антониниан Филиппа I Араба

Антониниан (лат. antoninianus) — общепринятое в нумизматике название римской серебряной (впоследствии медной) монеты, чеканка которой началась в 214 или 215 году по приказу императора Каракаллы. Название монеты происходит от полного имени Каракаллы — Марк Аврелий Антонин и было введено в Средние века. Согласно недавним исследованиям, древнее имя Антониниана должно было быть «Бихарактус».

## История

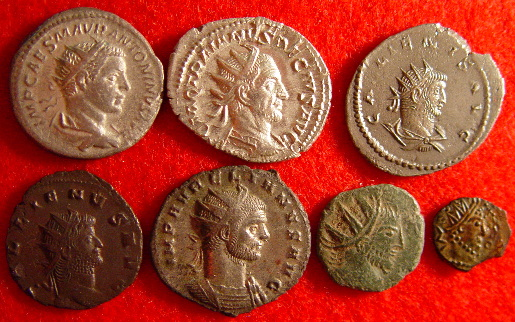
Антонинианы:
ряд 1: Элагабал (серебро, 218—222 гг.), Деций (серебро, 249—251 гг.), Галлиен (Биллон, 253—268 гг.).
Строка 2: Галлиен (медь, 253—268 гг. Н. Э.), Аврелиан (суберат, 270—275 гг. Н. Э.), Варварская чеканкa (медь), варварская чеканка (медь).

Необходимость чеканки антонинианов была вызвана усиливающимся кризисом денежного обращения из-за постоянного обесценивания денария, содержание серебра в котором постепенно уменьшилось до 50 % при прежнем весе. Каракалла надеялся укрепить римскую денежную систему выпуском более тяжёлой полноценной серебряной монеты с курсом 2 денария. Реально серебра в одном антониниане даже изначально содержалось значительно меньше, чем в двух декретных денариях, поэтому курс был принудительным, что вынудило торговцев изменить цену товаров в соответствии с истинной стоимостью, что привело к росту цен и еще более способствовало девальвации римской валюты. Г. Мэттингли указывает, что выпуск этой монеты «характеризует критическую стадию: это была победа крайней необходимости над дальновидной политикой».
Внешне антониниан отличался от денария несколько бо́льшим размером и тем, что портрет императора чеканился на нём не в лавровом венке, а в лучевой короне.
Поначалу проект увенчался успехом и антониниан, вес которого колебался около 5 граммов, к середине III века смог вытеснить из обращения денарий.
После середины III века антониниан был в массовом использовании, но быстро потерял свою покупательную способность. Количество серебра в монете упало с 50% до около 20% в середине столетия. Вскоре расстройство финансов империи привело к дальнейшей порче антониниана, который при Галлиене начал выпускаться из серебра значительно худшей пробы, а затем и вовсе стал бронзовой или медной монетой (иногда сверху покрытой серебром) с принудительным курсом обращения. Последующие императоры пытались восстановить курс монеты, но безуспешно.

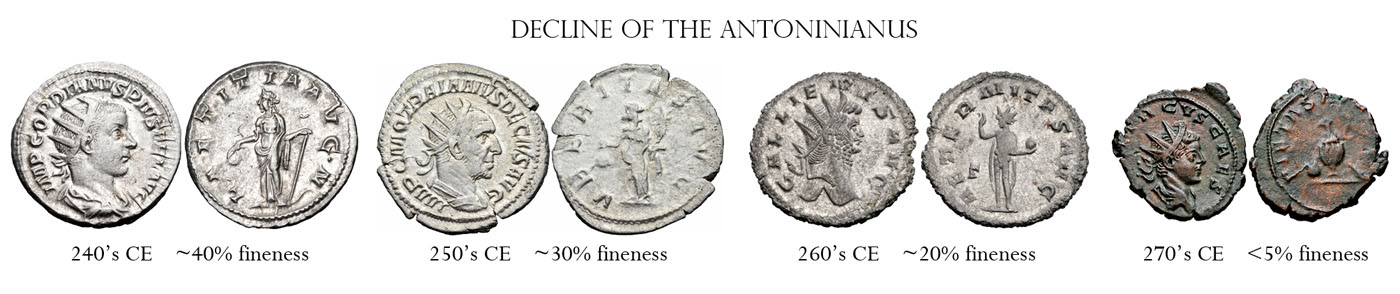
Быстрое снижение содержания серебра в Антониниане.

При Аврелиане мелкоразменный статус антониниана был фактически узаконен и его обменный курс был установлен на уровне двух сестерциев.